# Kurtzenhouse
Kurtzenhouse (Duits: Kurzenhausen) is een gemeente in het Franse departement Bas-Rhin (regio Grand Est). De gemeente behoort tot het kanton Brumath in het arrondissement Haguenau-Wissembourg. Kurtzenhouse telde op 1 januari 2022 1.087 inwoners.

## Geografie
De oppervlakte van Kurtzenhouse bedroeg op 1 januari 2022 3,58 vierkante kilometer; de bevolkingsdichtheid was toen 303,6 inwoners per km². 

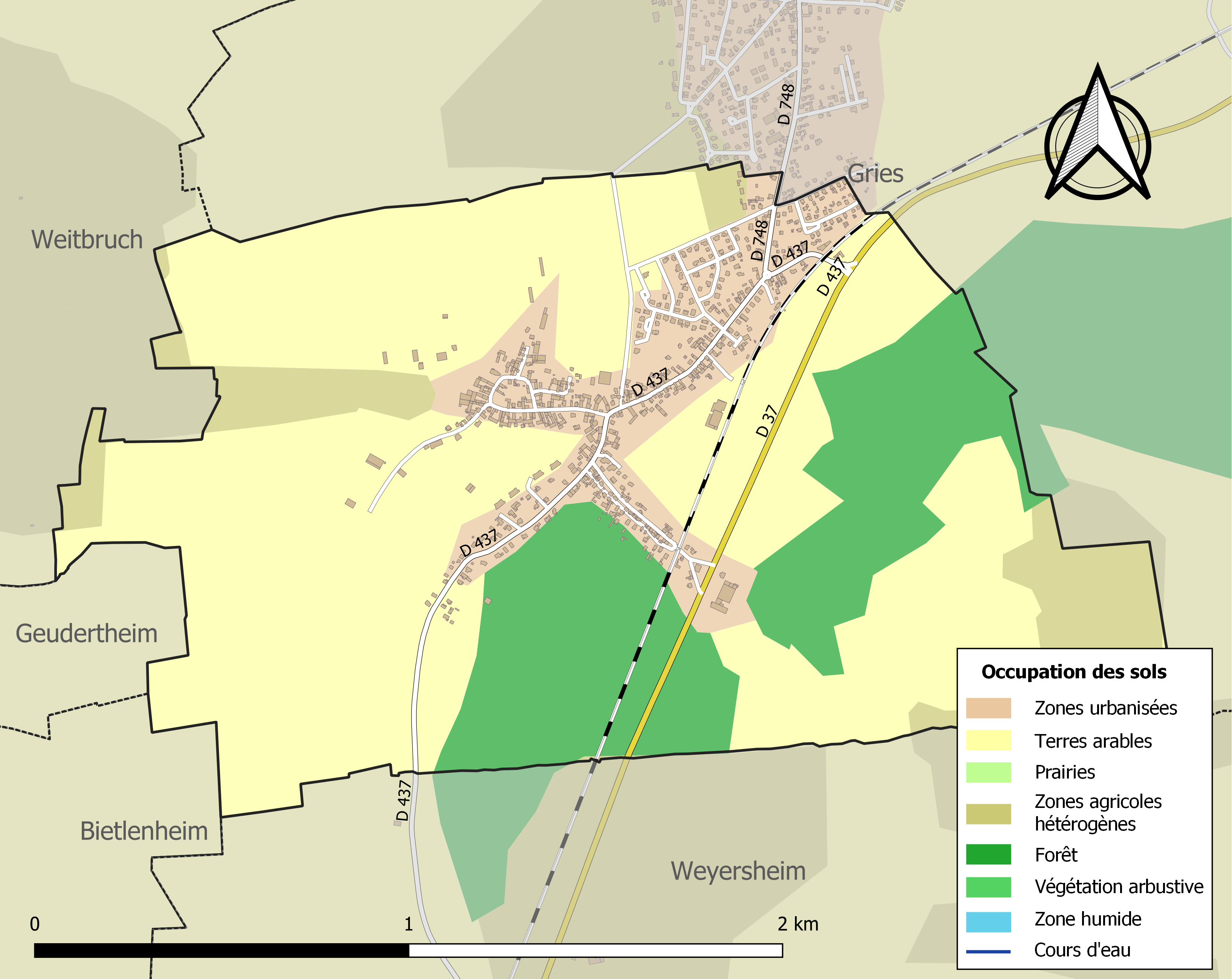
Kaart van de gemeente met de belangrijkste infrastructuur, bodemgebruik en omliggende gemeenten

## Demografie
Onderstaande figuur toont het verloop van het inwonertal (bron: INSEE-tellingen).

## Verkeer en vervoer
In de gemeente staat het spoorwegstation Kurtzenhouse.